# Prejudice of Pierre Marie
Prejudice of Pierre Marie è un cortometraggio muto del 1911 diretto da Laurence Trimble.

## Produzione
Il film, tratto da una storia di James Oliver Curwood, fu prodotto dalla Vitagraph Company of America.

## Distribuzione
Distribuito dalla General Film Company, il film - un cortometraggio in una bobina - uscì in sala il 13 maggio 1911.